# Алем (культурно-развлекательный центр)
Культурно-развлекательный центр «Алем» (туркм. «Älem» medeni dynç alyş merkezi) расположен в Ашхабаде (Туркменистан). Общая высота центра составляет 95 метров. Установленное внутри центра колесо обозрения закрытого типа, с диаметром внешнего круга 57 метров, является самым большим в мире.

## История
Строительные работы начались в 2010 году. Строительство осуществила турецкая компания «Полимекс».
18 мая 2012 года при участии Президента Туркменистана Гурбангулы Бердымухамедова состоялась церемония официального открытия культурно-развлекательного центра «Алем».
Напротив центра ежегодно устанавливается Главная новогодняя ёлка страны.

## Описание
Общая высота сооружения — 95 метров со шпилем, представляет собой ступенчатую пирамиду, на которой возвышается колесо обозрения с диаметром внешнего круга 57 метров. Это самое крупное колесо обозрения закрытого типа в мире, занесено в Книгу рекордов Гиннесса.
Всего в здании центра 6 уровней, по 7 метров каждый, в том числе 2 подземных.
Общая площадь центра — около 26 тысяч м².

### Космический музей
На цокольном этаж центра располагается «Космический музей». В музее представлены макеты космического корабля и солнечной системы. Посетители могут совершить виртуальное путешествие на космическом корабле по просторам Вселенной, «пройтись» по поверхности Луны или какой-либо другой планете. На мониторах музея отображаются характеристики планет Солнечной системы и их спутников.

### Колесо обозрения
Колесо обозрения, установленное над рестораном центра «Алем», рассчитано на 24 шестиместные кабины. Стальная конструкция колеса обозрения оформлена в форме звезды Огуз-хана и ажурным украшениям в виде национальных орнаментов-гёлей, напоминает циферблат солнечных часов, увенчанный 17-метровым шпилем. Специальное оборудование поддерживает оптимальный микроклимат внутри кабин. Смотровые площадки обустроены также на террасах пирамиды-основания, которое в свою очередь расположено на гранитной ступенчатой платформе всего сооружения.